# شو هانای
شو هانای (انگلیسی: Sho Hanai؛ زادهٔ ۱۰ نوامبر ۱۹۸۹) بازیکن فوتبال اهل ژاپن است.
از باشگاه‌هایی که در آن بازی کرده‌است می‌توان به باشگاه فوتبال ناگویا گرامپوس اشاره کرد.